# Oulu
Oulu (finès) o Uleåborg (en suec) és una ciutat i municipi d'uns 130.000 habitants a la província d'Oulu i de la regió Ostrobòtnia del Nord, a Finlàndia. És la ciutat més gran i important de Finlàndia del nord, i la sisena més gran del país. La taxa de creixement de la població és comparable amb la de la Regió Metropolitana de Hèlsinki.

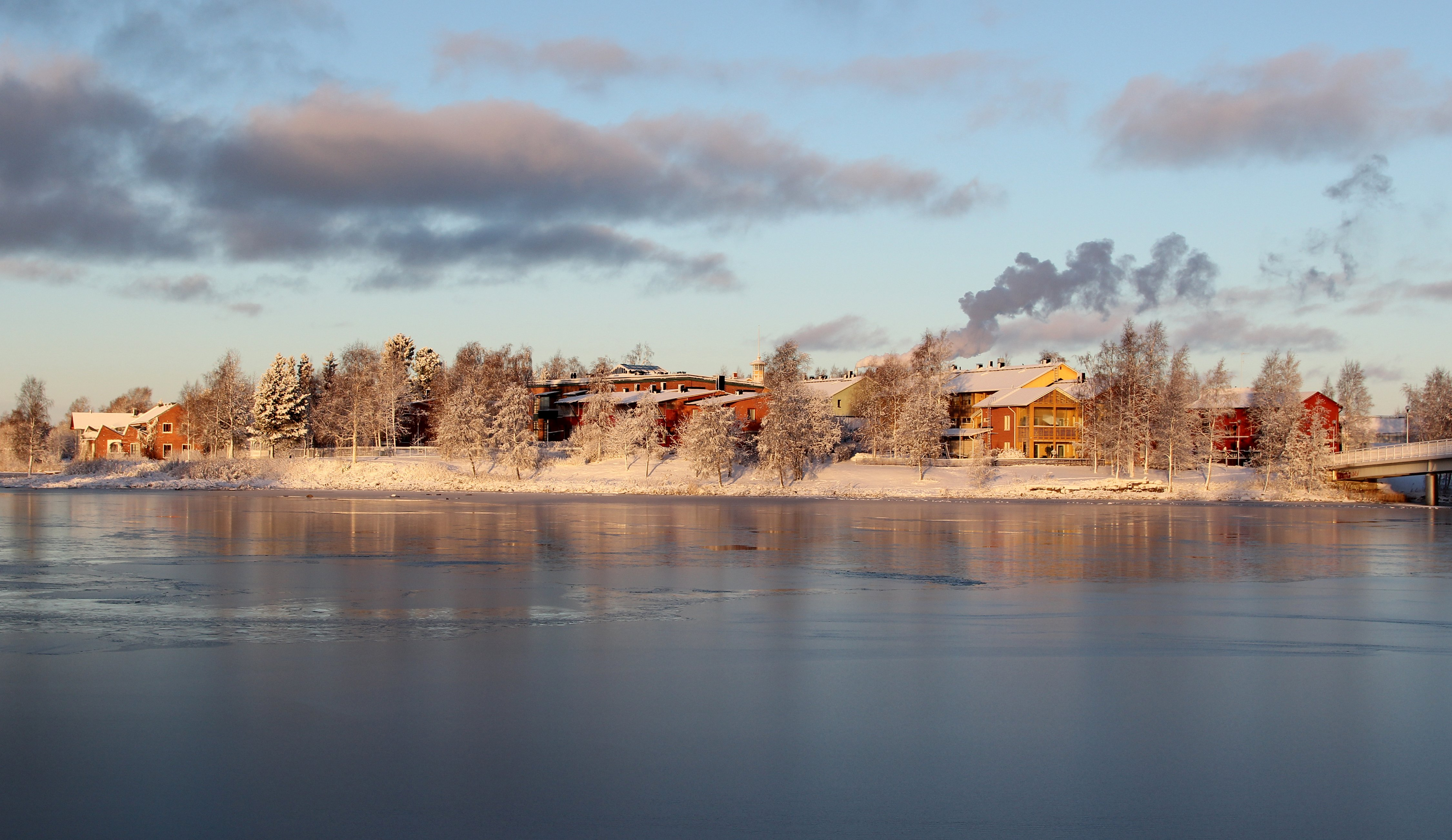
Oulu a l'hivern

## Clima
La temperatura mitjana anual és de 2,7 °C i ha augmentat de 0,02 a 0,04 °C en la dècada compresa entre els anys 1900 i 1999. A Oulu, els hiverns són més freds i més llargs que al sud de Finlàndia, però, d'altra banda, són més temperats que a Lapònia. La diferència entre l'inici de la primavera entre Oulu i el sud de Finlàndia és d'unes dues setmanes. La temperatura mitjana a Oulu al juliol és de +16,5 graus i al gener -9,6 graus. La temperatura mesurada més alta és de +33.3 graus (1957) i la mínima de -41.5 graus (1966). La precipitació mitjana de l'any és d'aproximadament 450 mil·límetres. Les condicions tèrmiques d'Oulu es veuen afectades pel Golf de Bòtnia, la proximitat del mar i el corrent del Golf, que converteixen a Oulu en temperada malgrat la seva latitud. La durada de la temporada de creixement (uns 160 dies) i les grans variacions en les condicions tèrmiques són característiques de la zona. El temps de coberta de neu a Oulu és de cinc mesos.

## Història
Oulu va ser fundat el 8 d'agost del 1605 pel rei Carles IX de Suècia davant del castell construït a l'illa de Linnansaari.
Això passà després dels acords de pau favorables amb els russos, que va treure l'amenaça que ells poguessin atacar la regió per via del principal canal marítim est-oest, el riu Oulu (les afores van ser poblades molt abans). Oulu està situat al costat del Golf de Botnia, a la desembocadura del riu Oulu, una antiga zona comercial. Un dels orígens del nom Oulu és una paraula en la llengua sami que significa crescuda, però hi ha altres suggeriments. Oulu ha sigut la capital de la província d'Oulu des de 1776.

## Economia
Per ser conegut pel salmó, Oulu s'ha desenvolupat en un important centre competencial en el camp de l'alta tecnologia, particularment en informàtica i tecnologia de la salut. Altres indústries importants són la refineria de la fusta, i la indústria del paper i l'acer. La Universitat d'Oulu està situada 6 km al nord del centre de la ciutat. L'Aeroport d'Oulu, situat en el municipi veí d'Oulunsalo, és el segon més concorregut de Finlàndia.

## Cultura
Els articles culturals d'exportació més coneguts de la ciutat d'Oulu són Air Guitar World Championships (Campionats mundials de guitarra d'aire), Mieskuoro Huutajat (també conegut com l'home cridaner), i la banda de metal Sentenced.
La ciutat d'Oulu celebrà el seu 400è aniversari l'any 2005.

## Distàncies
- Hèlsinki 550 km S
- Jyväskylä 333 km S
- Kotka 582 km S
- Kuopio 284 km SSE
- Lahti 505 km S
- Lappeenranta 548 km SSE
- Pori 501 km SSW
- Rovaniemi 207 km NE
- Tampere 476 km SSW
- Tornio 131 km NNW
- Turku 620 km SSW
- Vaasa 290 km SW

## Personatges il·lustres
- Otto Karhi (1876 - 1966), polític del Partit del Centre.